# サッカーパダーニャ代表
サッカーパダーニャ代表（サッカーパダーニャだいひょう）は、イタリア北部および中部の4州（ピエモンテ州、ロンバルディア州、エミリア・ロマーニャ州、ヴェネト州）にまたがるポー川流域の平野にあるポー平原（パダーニャ地域とも呼ばれる）のサッカーのナショナルチームである。パダーニャ代表は、FIFA及び、UEFAに加盟していないため、ワールドカップ、UEFA欧州選手権に参加できない。
2008年6月にNF-Boardの正会員になり、同年7月のVIVAワールドカップより国際大会に参加した。そして、初出場ながら同大会で初優勝。以後、2009年、2010年の大会にも参加し3連覇の偉業を成し遂げた。テクニックに長け、戦術が浸透した組織だったプレーでプロリーグのチームに遜色ないレベルと言われている。
2013年に発足したConIFAにも加盟している。2014年に開催されたConIFAワールドフットボール・カップでは、VIVAワールドカップ3連覇の件もあり、優勝候補筆頭に挙げられていた。しかし、それ故驕ったようになり、チーム状態がバラバラになって成績は芳しくなかった。グループリーグでダルフールに20-0，南オセチアに3-1と連勝し、首位で通過。しかし、決勝トーナメント初戦（準々決勝）でカウンテア・デ・ニッサに1-2で敗れ、優勝の望みが絶たれた。順位決定戦に回り1回戦ではアブハジアに3-3（PK戦4-2）、順位決定戦2回戦でクルディスタンに1-1（PK戦4-3）と2試合連続で辛勝し、5位（12チーム中）で大会を終えた。

## VIVAワールドカップの成績
- 2006年 - 不参加
- 2008年 - 優勝
- 2009年 - 優勝
- 2010年 - 優勝
- 2012年 - 不参加

## 著名な選手
- エノック・バルウアー - マリオ・バロテッリの実弟。レガ・プロ・プリマ・ディヴィジオーネ（イタリア3部）でプレー（2014年現在）[1]。